# La Huella de la Nao de la China en México
La Huella de la Nao de la China en México es el nombre de la vigésimo segunda edición del programa Ruta Quetzal BBVA, declarado de interés universal por la Unesco, avalado por la Unión Europea y dirigido por Miguel de la Quadra-Salcedo.

## Visitas
En esta edición se visitaron los países de México y España, centrándose en las rutas comerciales de la Nao de China entre Asia (llamada China) y Nueva España, aunque tratando otro gran número de temas culturales y, como siempre, humanos, sociales, de amistad y de intercomprensión.